# The Last Ride (film, 1931)
Pour les articles homonymes, voir The Last Ride.
The Last Ride est un film américain réalisé par Duke Worne et sorti en 1931.

## Fiche technique
- Réalisation : Duke Worne
- Scénario : Arthur Hoerl
- Production : Universal Pictures
- Photographie : M.A. Anderson
- Type : Noir & blanc
- Durée : 64 minutes
- Date de sortie : 
  - États-Unis : 28 décembre 1931

## Distribution
- Dorothy Revier  : Lita Alvaro
- Virginia Brown Faire  : Doris White
- Charles Morton  : Roy Smith
- Frank Mayo : Piccardi
- Tom Santschi  : Big Boy
- Francis Ford : Brady
- Bobby Dunn  : Dink